# Sejlflod Kommune
Sejlflod Kommune var en kommune i Nordjyllands Amt, som blev dannet ved kommunalreformen i 1970. Ved strukturreformen i 2007 blev kommunen indlemmet i Aalborg Kommune sammen med Hals Kommune og Nibe Kommune.

## Tidligere kommuner
Sejlflod Kommune blev dannet ved sammenlægning af følgende 5 sognekommuner:
| Kommune                            | Folketal 1. januar 1970 | Byer                           |
| ---------------------------------- | ----------------------- | ------------------------------ |
| Gudum-Lillevorde                   | 1.547                   | Gudumholm                      |
| Mou                                | 2.016                   | Egense og Mou                  |
| Sejlflod                           | 551                     |                                |
| Storvorde                          | 999                     | Storvorde                      |
| Sønder og Nørre Kongerslev-Komdrup | 2.171                   | Kongerslev og Nørre Kongerslev |
| I alt                              | 7.284                   |                                |

## Sogne
Sejlflod Kommune bestod af følgende sogne:
- Gudum Sogn (Fleskum Herred)
- Komdrup Sogn (Hellum Herred)
- Lillevorde Sogn (Fleskum Herred)
- Mou Sogn (Fleskum Herred)
- Sejlflod Sogn (Fleskum Herred)
- Nørre Kongerslev Sogn (Hellum Herred)
- Storvorde Sogn (Fleskum Herred)
- Sønder Kongerslev Sogn (Hellum Herred)

## Borgmestre[2]
| Navn                | Parti             | Periode   |
| ------------------- | ----------------- | --------- |
| Kaare Schmit        | Lokalliste        | 1970-1974 |
| Poul F. Christensen | Socialdemokratiet | 1974-1978 |
| Jens Toft           | Lokalliste        | 1978-1982 |
| Jens Peter Beck     | Lokalliste        | 1982-1985 |
| Bent Bundgaard      | Lokalliste        | 1985-1986 |
| Kristian Schnoor    | Socialdemokratiet | 1986-2006 |

## Rådhus
Sejlflod Kommunes rådhus lå på Stationsvej 5 i Storvorde. Det huser nu Storvordes bibliotek.